# Tukulti-apil-Ešarra II.
Tukulti-apil-Ešarra II. (auch Tukulti-apil-escharra) oder Tiglat-Pileser II., in Analogie zum biblischen Namen des etwa zweihundert Jahre später regierenden Tukulti-apil-Ešarra III., war König des Assyrischen Reiches in den Jahren 966–935 v. Chr.
Sein akkadischer Name bedeutet: „Mein Vertrauen ruht auf dem Erbsohn des Ešarra“. Der Name wird als politisch besonders ambitioniert angesehen. Ešarra bezeichnet den Haupttempel in Aššur. Unter Erbsohn von Ešarra ist die Gottheit Ninurta zu verstehen, der Sohn des Stadt- und Staatsgottes Aššur. Seit Tukulti-Ninurta I., der etwa dreihundert Jahre zuvor diese Gottheit als erster in seinen assyrischen Königsnamen aufgenommen hat, gilt Ninurta gleich nach Aššur und zuweilen neben Nergal als Gott, der den König erwählen oder stürzen kann. In Inschriften des Namensvorgängers Tukulti-apil-Ešarra I. werden Aššur und Ninurta als Patrone des Königs im Krieg und bei der Jagd genannt. Ninurta verleiht dem König ein kämpferisches Wesen, das ihn im Krieg und auf der Jagd unfehlbar macht.
Tukulti-apil-Ešarra II. folgte seinem Vater Aššur-reš-iši II. auf dem Thron. Trotz seiner relativ langen Regierungszeit ist über ihn sehr wenig bekannt. In dieser Zeit war Assyrien, bedrängt durch seine Nachbarn, die Aramäer und das Babylonische Reich, eher eine Lokalmacht; der Aufstieg zur regionalen Großmacht erfolgte erst unter seinen Nachfolgern. Tukulti-apil-Ešarra II. führte Krieg gegen die Könige der Nairi. Zu seiner Zeit eroberten die Temaniten die Stadt Gidara. Nach seinem Tod wurde Aššur-dan II. assyrischer König.
Ernst Michel brachte eine Königsstatue im Libanon-Gebirge, Jutta Börker-Klähn eine am Fluss Subnat mit Tukulti-apil-Ešarra II. in Verbindung, was Shigeo Yamada aber für unwahrscheinlich hält.